# Kylee Shook
Kylee Shook (ur. 18 marca 1998 w Fort Carson) – amerykańska koszykarka, występująca na pozycji środkowej, od 2023 zawodniczka Polskiego Cukru AZS-UMCS Lublin.
W 2015 została wybrana najlepszą koszykarką stanu szkół średnich kasy 4-A oraz zaliczona do I składu najlepszych zawodniczek stanu. Rok później wystąpiła w meczu gwiazd amerykańskich szkół średnich McDonald’s All-American. Została liderką stanu szkół średnich w liczbie zbiórek (1299) i bloków (620). Podczas jej występów w szkolnej drużynie bilans zespołu wyniósł 93-11. W 2014 zdobyła mistrzostwo stanu szkół średnich klasy 4-A, a jej zespół uzyskał wtedy bilans w całym sezonie 28-0.
8 listopada 2023 została zawodniczką Polskiego Cukru AZS-UMCS Lublin.

## Osiągnięcia
Stan na 2 marca 2024, na podstawie, o ile nie zaznaczono inaczej.

### NCAA
- Uczestniczka rozgrywek:
  - NCAA final four (2018)
  - Elite Eight turnieju NCAA (2018, 2019)
  - Sweet 16 turnieju NCAA (2017–2019)
- Mistrzyni:
  - turnieju konferencji Atlantic Coast (ACC – 2018)
  - sezonu zasadniczego konferencji ACC (2018–2020)
- Najlepsza defensywna zawodniczka sezonu konferencji ACC (2020)
- Zaliczona do I składu:
  - ACC (2020)
  - defensywnego ACC (2020)
- Liderka konferencji ACC w:
  - średniej bloków (2020 – 2,7)
  - liczbie bloków (2020 – 86)

### Drużynowe
- Mistrzyni Grecji (2023)[5]
- Finalistka Pucharu Polski (2023)[6]
- Uczestniczka międzynarodowych rozgrywek Euroligi (od 2022)

### Indywidualne
(* – nagrody przyznane przez portal eurobasket.com)
- Zaliczona do:
  - I składu kolejki OBLK (12, 13 – 2023/2024)[7][8]
  - III składu ligi greckiej (2018)*[5]